# Herbers
Herbers és un municipi de la comarca dels Ports, al nord-oest del País Valencià.
El municipi, amb 42 habitants empadronats (INE 2019), és uns dels més menuts del País Valencià.

## Geografia
Està situat en el sector septentrional de la comarca dels Ports, al límit amb el Matarranya, en una zona muntanyenca. El riu Escalona (nom que rep en aquesta zona el riu Tastavins) creua el terme de sud a nord i passa prop del nucli de població. Per l'oest la rambla de Pereroles drena les aigües a la vegada que fa de frontera amb el terme municipal de Morella. El poble es localitza al redós d'un pujol presidit pel castell dels barons.

### Municipis limítrofs
Herbers limita amb Torredarques, Mont-roig de Tastavins i Pena-roja al nord, tots ells a la comarca del Matarranya; amb Castell de Cabres, oficialment pertanyent al Baix Maestrat; i amb Morella, capital de la comarca dels Ports.
| Torredarques | Mont-roig de Tastavins | Pena-roja         |
|              |                        |                   |
| Morella      |                        | Castell de Cabres |

### Accessos
S'accedeix per la carretera CV-110, desviada des de la N-232 que porta des de la costa, en Vinaròs (Baix Maestrat), fins a Alcanyís, a l'Aragó.
Està connectada amb transport públic amb Morella, mitjançant la línia 6 Herbers-Morella del servei d'autobús que opera una vegada a la setmana.

## Història

Segell d'Herbers anterior a 1868, que es conserva a l'Arxiu Històric Nacional

L'origen del poble és una alqueria musulmana, que en 1233 fou ocupada per la host de Blasc d'Alagó. Va ser cedida, per poblar amb cristians, amb carta pobla d'aqueix any, al cavaller aragonès Joan Garcés, primer baró d'Herbers, que va fer la repoblació amb gents vingudes de Lleida. A començaments del segle xiv el senyor era Ramon de Centelles, fins que un successor seu, Bernat de Centelles, va malbaratar les seues possessions i caigueren en mans dels Cubells. Va ser senyoriu de la família Cubells des de 1386 a 1484, data en què per matrimoni va passar als Valls, que el van mantenir fins al 1561. Aquest any, per qüestions successòries i de parentiu, va recaure en els Ram de Viu, els quals a hores d'ara encara posseeixen el castell i moltes terres.
En 1691, Carles II li va concedir autonomia municipal com una vila independent de Morella. Durant la Guerra de Successió Espanyola el poble restà de part dels maulets. L'època de les guerres carlines, tan convulsa al Maestrat, va ser de gran activitat a Herbers. El baró vigent, Rafael Ram de Viu i Pueyo, va alçar-se en armes a Morella el 1833 a favor del pretendent Carles Maria Isidre de Borbó, i posteriorment va destacar com a militar carlí durant la Primera Guerra Carlina.
Es va mantenir amb autonomia municipal fins a la fusió de nou amb Morella en l'any 1926. Finalment, en la dècada dels 1960, va recobrar la seua independència com a municipi. També és anomenada "Herbers Jussans" per diferenciar-la d'Herbeset (pedania de Morella situada prop de la població) o "Herbers Sobirans".

## Economia
En l'antiguitat la principal font d'ingressos va ser la tèxtil. En l'actualitat l'economia es basa en el turisme interior i la ramaderia. Molts serveis com els del metge, del capellà i altres són rebuts des de l'Aragó, ja que es troba millor comunicada amb l'Aragó que amb la resta del País Valencià, i les relacions econòmiques i culturals han sigut històricament properes a aquest territori, donat que la sortida natural del poble és per la comarca del Matarranya.
De les 2.700 hectàrees de superfície, 500 pertanyen a explotacions forestals, al tossal d'en Sabater i la pineda de la Vall. Unes 600 ha són dedicades a conreus de secà (cereals i creïlles) i sols 15 ha, a regadiu.

## Demografia
| 1860 | 1900 | 1910 | 1920 | 1960 | 1970 | 1990 | 1992 | 1994 | 1996 | 1998 | 2000 | 2002 | 2004 | 2006 | 2008 | 2010 | 2011 | 2013 | 2014 | 2019 | 2020 | 2021 |
| ---- | ---- | ---- | ---- | ---- | ---- | ---- | ---- | ---- | ---- | ---- | ---- | ---- | ---- | ---- | ---- | ---- | ---- | ---- | ---- | ---- | ---- | ---- |
| 709  | 666  | 638  | 546  | 327  | 231  | 142  | 134  | 134  | 115  | 106  | 103  | 94   | 84   | 72   | 65   | 56   | 59   | 57   | 54   | 42   | 44   | 53   |

## Política i govern
En les eleccions municipals de 2019 es va presentar només una llista electoral, la de l'Agrupació d'Electors d'Herbers (AEH). En les eleccions municipals de 2015 va ser l'únic municipi de la província de Castelló, juntament amb Sant Jordi, en què només va concórrer una llista electoral a les eleccions.

### Eleccions municipals de 2019

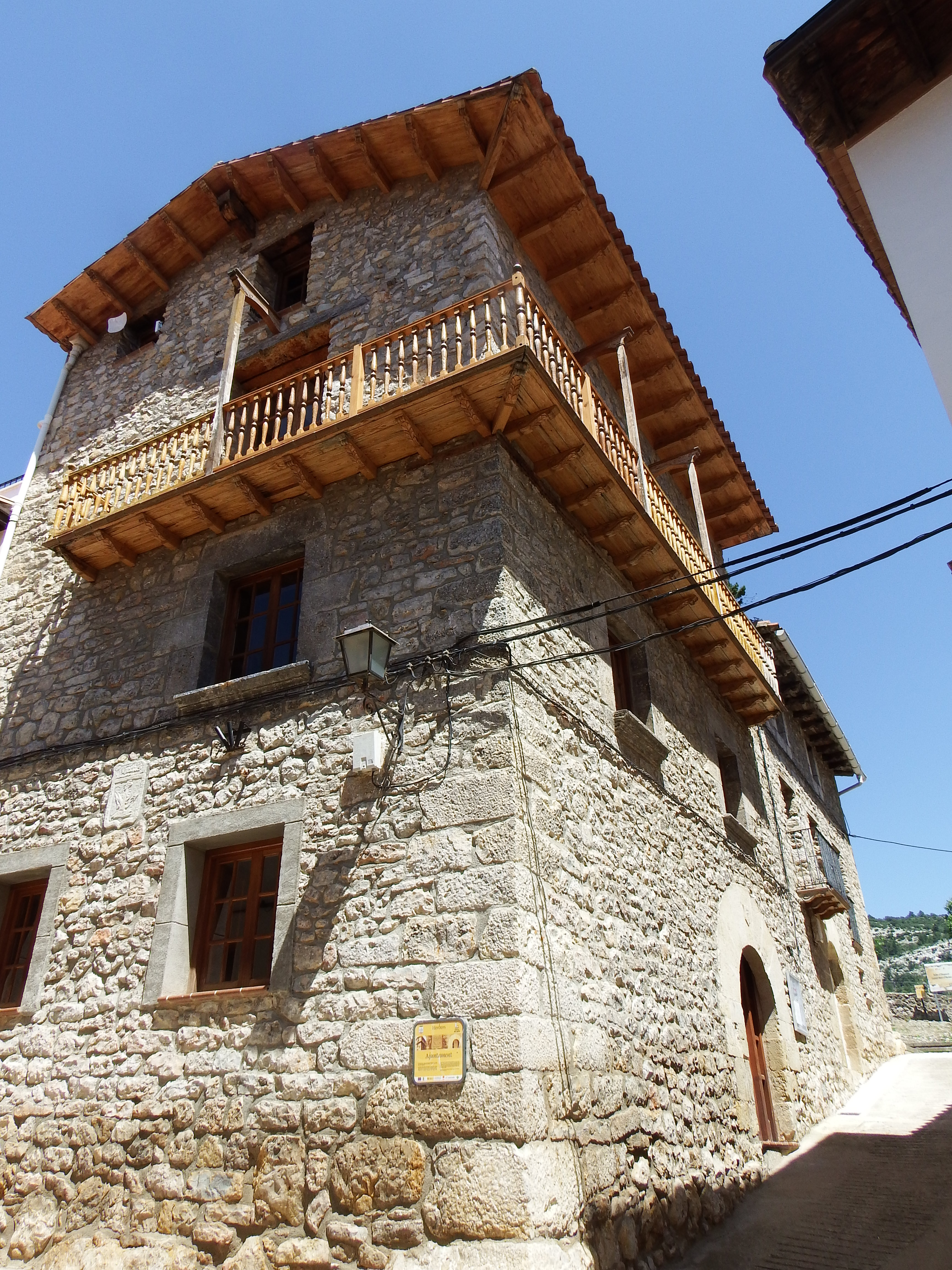
Vista de l'edifici de l'Ajuntament.

| Candidatura | Candidatura                          | Cap de llista        | Vots | Regidors | % vots |
| ----------- | ------------------------------------ | -------------------- | ---- | -------- | ------ |
|             | Agrupació d'Electors d'Herbers (AEH) | Daniel Pallarés Llop | 26   | 3        | 92,86  |
|             | En blanc                             |                      | 0    | -        | 0      |
|             | Vot nul                              |                      | 0    | -        | 0      |
| Total       | Total                                | 26                   | 26   | 3        | 92,86  |

### Alcaldia
Des de 2019 l'alcalde d'Herbers és Daniel Pallares Llop de l'Agrupació d'Electors d'Herbés (AEH).
| Període                       | Alcalde o alcaldessa       | Partit polític | Data de possessió | Observacions |
| ----------------------------- | -------------------------- | -------------- | ----------------- | ------------ |
| 1979–1983                     | Pascual Vilalta Gil        | UCD            | 19/04/1979        | --           |
| 1983–1987                     | Pascual Vilalta Gil        | AP-PDP-UL-UV   | 28/05/1983        | --           |
| 1987–1991                     | Carlos Cuella Segura       | PSPV-PSOE      | 30/06/1987        | --           |
| 1991–1995                     | Carlos Cuella Segura       | PSPV-PSOE      | 15/06/1991        | --           |
| 1995–1999                     | José Luis Pallarés Pitarch | PP             | 17/06/1995        | --           |
| 1999–2003                     | Senen Pallarés Figols      | PP             | 03/07/1999        | --           |
| 2003–2007                     | José Pallarés Giner        | PP             | 14/06/2003        | --           |
| 2007–2011                     | José Pallarés Giner        | PP             | 16/06/2007        | --           |
| 2011–2015                     | José Pallarés Giner        | PP             | 11/06/2011        | --           |
| 2015–2019                     | José Pallarés Giner        | PP             | 13/06/2015        | --           |
| 2019-2023                     | Daniel Pallarés Llop       | AEH            | 15/06/2019        | --           |
| Des de 2023                   | Daniel Pallarés Llop       | AEH            | 17/06/2023        | --           |
| Fonts: Generalitat Valenciana |                            |                |                   |              |

## Monuments

### Monuments religiosos

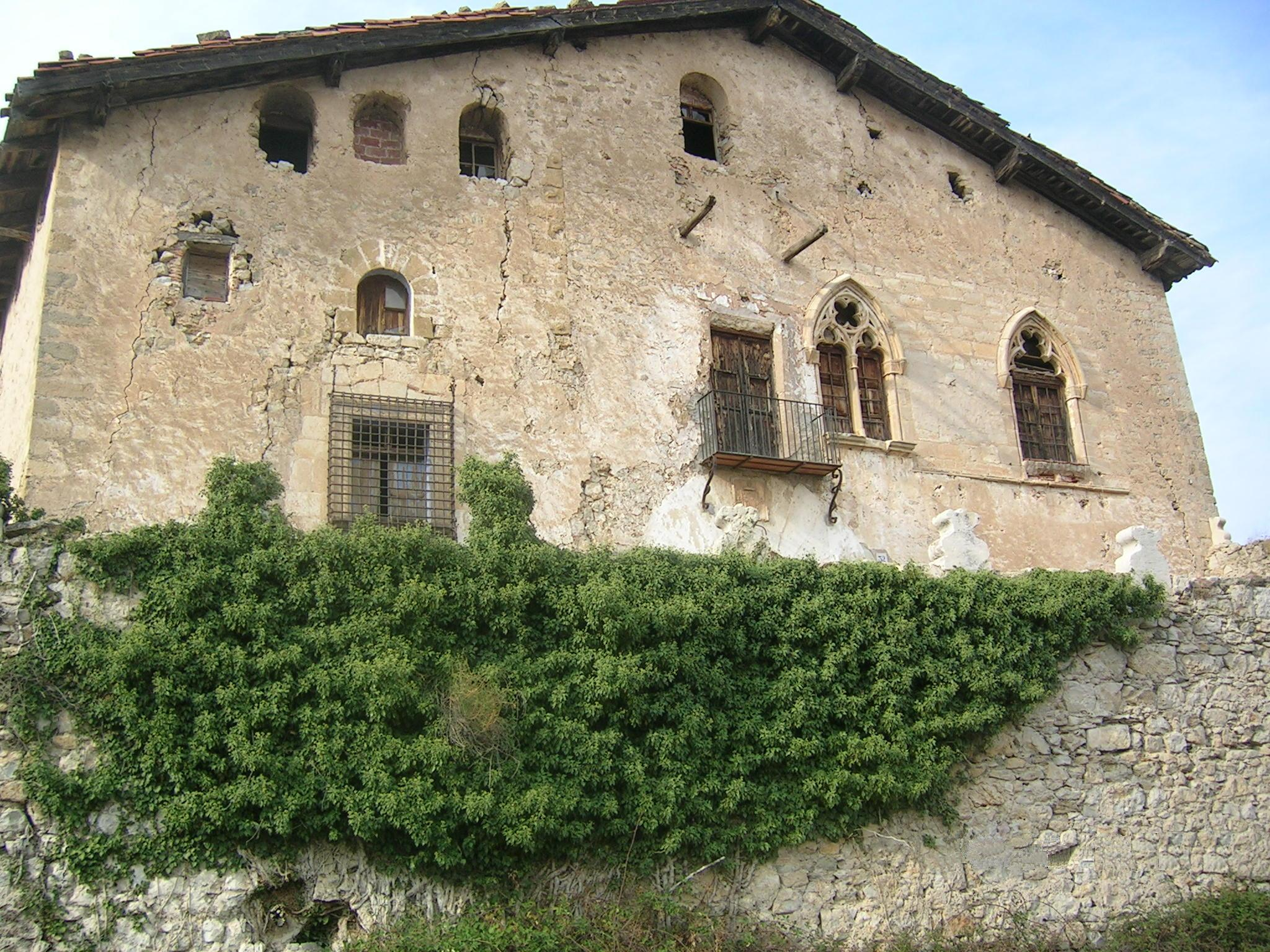
Façana principal del Castell d'Herbers.

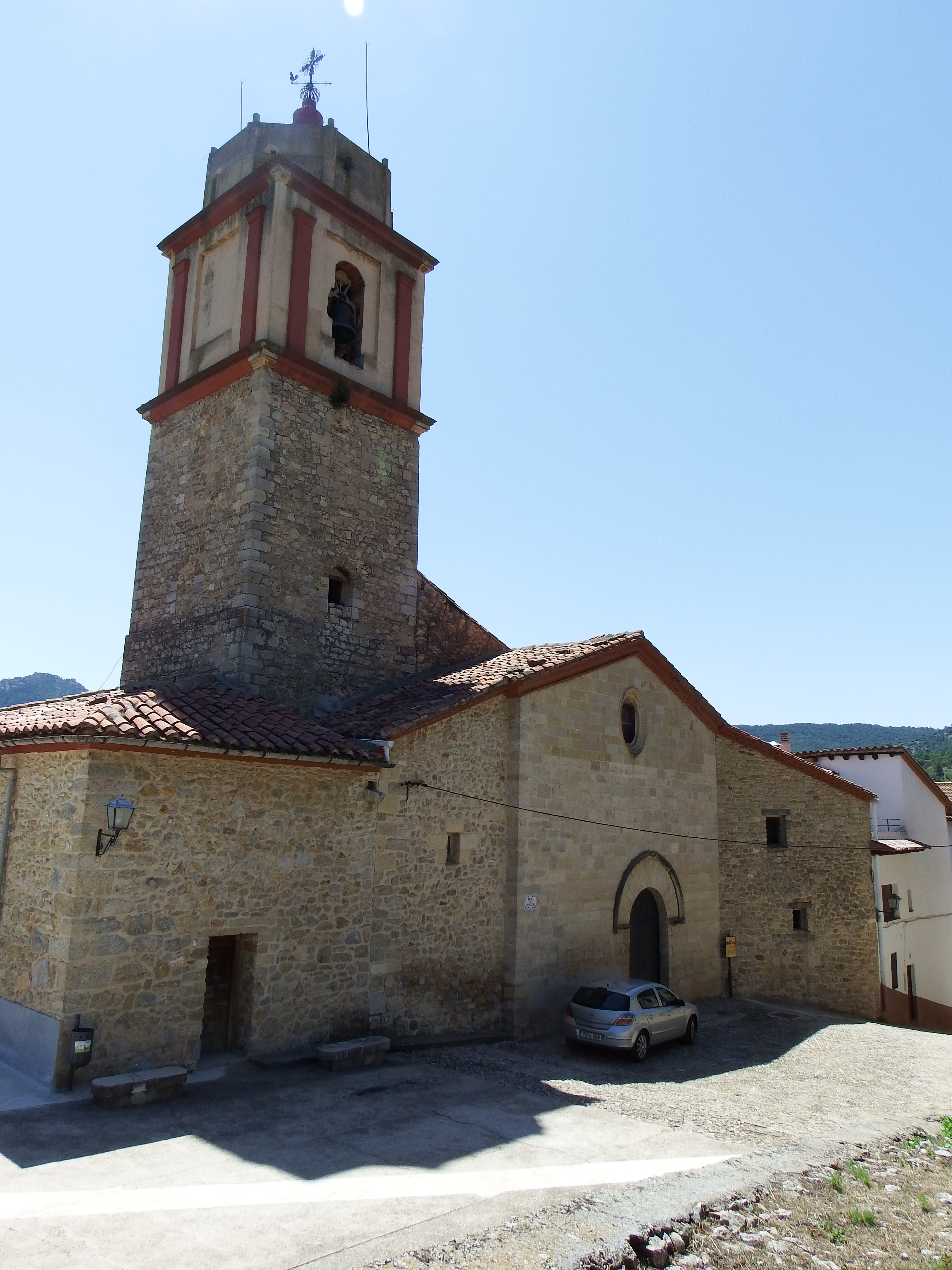
Església parroquial de Sant Bartomeu

- Ermita de la Mare de Déu del Sargar (segle xiii). Està situat al nord del poble, a l'esquerra del riu Escalona.[2] Té annexa la casa de l'ermità i la Casa de la Confraria.
- Església parroquial de Sant Bartomeu. Ubicada en la part més alta de la població, està dedicada a Sant Bartomeu apòstol. Va ser construïda en la primera meitat del segle xiv, encara que presenta un estil indeterminat, mescla entre els estils gòtic, corinti i neoclàssic.

### Monuments civils
- Ajuntament. Casa consistorial situada en la part més alta de la població, prop de la plaça de l'Església. Es tracta d'un edifici reformat, de dos pisos i bona estructura. En el pis superior disposa del servici d'Internet Rural que compartix amb les dependències de les antigues escoles.
- Castell d'Herbers. Casa-palau pertanyent al baró d'Herbers, està situada en la part més alta del poble, des d'on domina tota la vila i gran part del terme. Aquest edifici s'atribuïx al segle xiv pels seus merlets i finestres gòtiques, així com per les característiques de la seua façana, encara que ha sofert diferents modificacions en segles posteriors. Es troba obert al públic actualment amb visites concertades.
- El Calvari. Cementiri d'interès arquitectònic situat junt a l'Església, limita al nord amb les terres i hortes històriques propietat de la baronia d'Herbers, que segons la tradició van ser els que van cedir el solar per a l'Església i el Calvari. Aquest Calvari, actualment sense ús, era destinat per a la processó del viacrucis de Setmana Santa.[9]
- Antiga Llotja. Situada en el centre de la població, en la pujada del carrer del Forn, va ser l'antiga llotja. Es tracta d'un edifici voluminós construït de pedra treballada, en el qual encara poden observar-se diversos arcs gòtics del segle xvi. Actualment, està en un bon estat de conservació i té la funció d'hostal de la població i de saló-bar de tertúlia dels habitants d'Herbers.

## Llocs d'interés natural
- El Botador. Coneguda popularment com lo Botadó, és un salt d'aigua emmarcat en un espai natural situat a un quilòmetre de la població, en el marge dret del camí que condueix a l'Ermita de la Mare de Déu del Sargar. Aquest salt d'aigua està format pel Barranc de l'Ermita del Sargar, les aigües del qual desfilen encaixonades per un congost que es precipita des d'uns 10 metres d'altura. Als peus del Botador es troba el naixement de la Font Freda, que serveix per regar els horts tradicionals en la vora del Barranc de l'Ermita, mentre que les aigües sobrants desemboquen en el riu Escalona.[10]
- Els Ullals de Pitarch. Toll on s'acumula l'aigua, fruit de la confluència del barranc d'Herbeset amb el riu de Castell de Cabres. Segons la tradició popular l'aigua d'aquesta font conté propietats medicinals, especialment per a afectacions del renyó.[11]
- Muntanya de la Tossa. Amb els seus 1.101 metres, és un dels llocs més pintorescs de la zona. Des del seu vèrtex geodèsic es poden observar unes vistes panoràmiques de l'entorn d'Herbers.
- Font del Bassi. Font de tipus abeurador, coneguda popularment com "el Bassi". Situada en un extrem de la població, a principis de la pujada del carrer del Forn, es tracta d'una font d'una canella que aboca l'aigua a un abeurador, que havia tingut tradicionalment un ús per a cavalleries. Està construït amb lloses de pedra de picapedreria amb planta rectangular d'un metre per tres.[12]
- Font de les Moreres. Situada en el barranc de les Moreres, en el marge sud-oest del nucli urbà de la població, va ser construïda al segle xvi amb pedres de carreu, arc central, i un abeurador amb tres piles. Es tracta d'un conjunt hidràulic format per una font, construïda amb pedra de carreu i que disposa d'una sostrada de pedra a dos aigües, i un abeurador.[13]
- Cova Fosca. Coneguda popularment com la Coveta Fosca, es tracta d'una cova amb formacions d'estalactites provocades per la forta acció càrstica del terreny. Està situada en el vessant d'una muntanya, i el seu accés suposa ascendir uns 100 metres amb un fort pendent i sòl molt pedregós.

## Gastronomia
Dels plats típics de la població destaquen: Olla de "Recapte", farinetes, braç de gitano, bunyols amb mel, casquetes, almendrats, truita de pataques, corder a la brasa, pernil i "cecina". Per a beure, vi, aiguardent (molt famós arreu de la comarca) i calmant (cremat).

## Festes locals

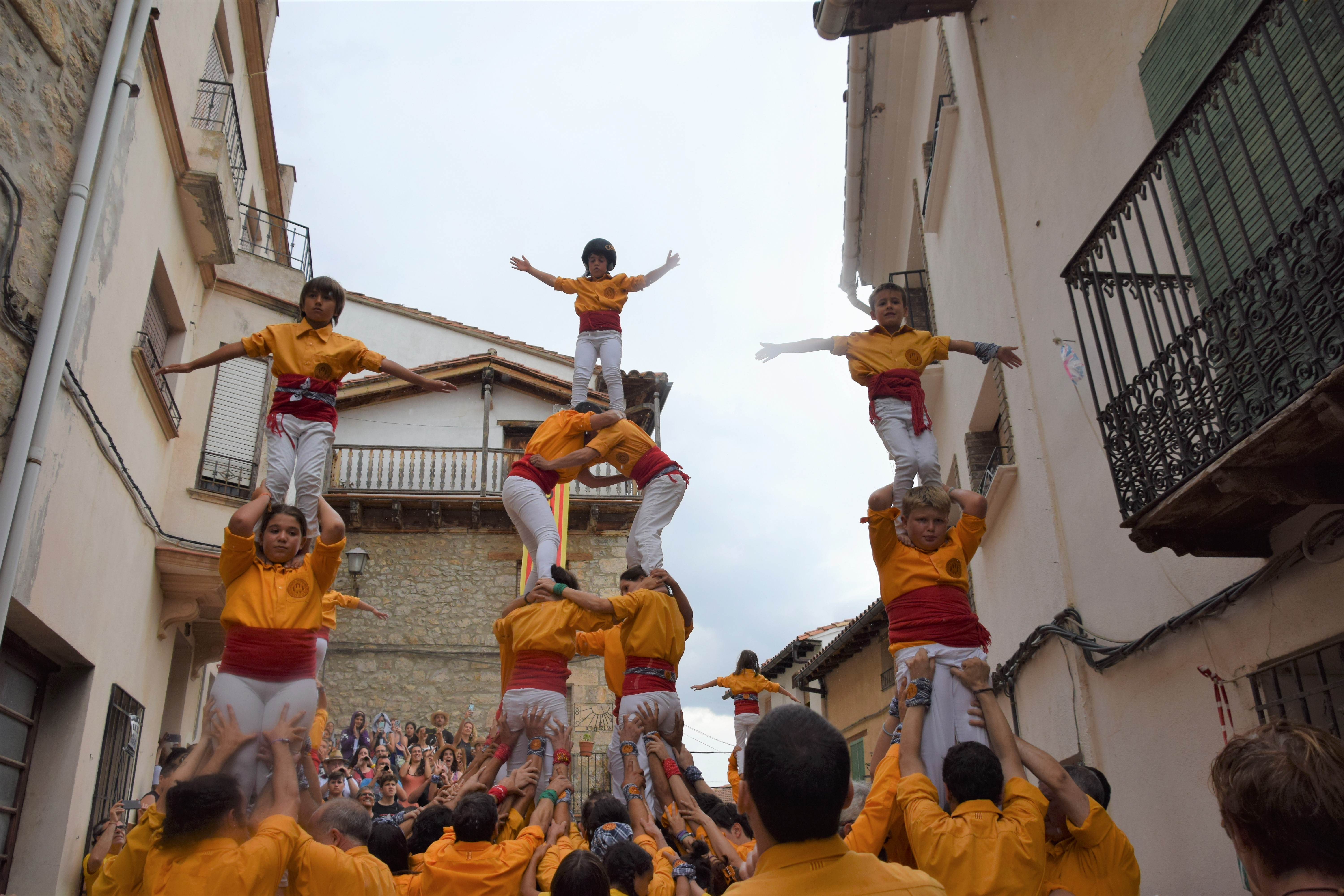
Muixeranga durant l'edició de 2019 de l'Aplec dels Ports celebrada a Herbers

- Sant Antoni Abat. Se celebra el 17 de gener amb la tradicional foguera.
- Sant Marc. Rogativa de Sant Marc a la Mare de Déu del Sargar que se celebra el dissabte o diumenge més pròxims al 25 d'abril. Repartiment de coca i casqueta.
- Romeria de La Tossa. Romeria penitencial al peiró de la Tossa. A la tornada es realitza una solemne processó d'entrada. Se celebra el primer dissabte de maig.
- Sant Bartomeu. Festes patronals, del 23 d'agost al 27 d'agost.

A més, Herbers ha acollit l'Aplec dels Ports en diverses ocasions, els anys 1983, 1992, 2002, 2011 i 2019.

## Personatges destacats
- Rafael Ram de Viu Pueyo (Aragó, segle xviii - Terol, 1838). Baró d'Herbers, va ser cavaller de la Reial Mestrança i alcalde-corregidor de València. Va ser el primer que s'alçà en armes a favor de Carles Maria Isidre a Morella. Va destacar com a militar carlí durant la Primera Guerra Carlina. El pretendent carlí el feu gran d'Espanya a títol pòstum.